# Den Oudsten B85/B86
De Den Oudsten B85 was een busmodel van de Woerdense busbouwer Den Oudsten. De B85 was een lagevloerbus en werd op de AutobusRAI in 1986 aan het publiek gepresenteerd.

## De Den Oudsten B85
De Den Oudsten B85 werd door Den Oudsten op de markt gebracht als een soort van studiemodel. Het bustype was voortgekomen uit proefnemingen met knielinstallaties in bussen. In totaal werden er zes bussen van het type B85 gebouwd. Vier bussen werden geleverd aan Westnederland. Dit busbedrijf ging de Den Oudsten B85 uittesten op de stadsdienst van Nieuwegein. In 1993 viel echter al het doek voor deze bussen. Hoewel, na buitendienststelling doken de 0200-0203 op bij het GVU. In de loop van 1994 werd dit viertal wederom buiten dienst gesteld. Ze werden ingeruild bij Den Oudsten. De 0200-0202 werden geëxporteerd naar Suriname om daar te dienen als platformbus op vliegbasis Zanderij. De 0203 bleef tot het faillissement van Den Oudsten in Woerden. In 2002 werd de 0203 echter verkocht aan een particulier uit Bergschenhoek. Sindsdien is deze bus spoorloos.
Naast de vier bussen voor Westnederland werd er een prototype gebouwd voor Den Oudsten-dochter "New Flyer" in de Verenigde Staten en een prototype voor de MIVB. In 1988 kwam deze laatste bus terug naar Nederland om ingezet te worden door het GVB. In 1993 werd deze bus omgebouwd tot bibliotheekbus en deed enkele jaren dienst rondom Amersfoort.

### Inzet
| Vervoerder    | Serie     | Status        | Opmerking(en) | Afbeelding |
| ------------- | --------- | ------------- | ------------- | ---------- |
| GVB           | 376       | Buiten dienst | Ex-België     |            |
| Westnederland | 0200-0203 | Buiten dienst |               |            |

## De Den Oudsten B86
De Den Oudsten B86 was een type midibus welke gebaseerd was op de Den Oudsten B85. Uiterlijk leek de B86 erg veel op de B85. In de jaren 1987/1988 werden 73 bussen van dit type geleverd aan de NZH, FRAM, GADO, Westnederland, ZWN en AOT. De bussen waren genummerd in de 6500/6700-serie. 
In de tweede helft van de jaren 90 werden de meeste B86'ers buiten dienst gesteld. Veel exemplaren zijn geëxporteerd naar het buitenland. Enkele exemplaren bleven in Nederland, waaronder de 6576, 6580, 6702 en 6730. In eerste instantie bleef de 6580 behouden voor museale doeleinden, doch werd later verkocht. Korte tijd later werd de NZH 6702 museumbus. Deze bus had haar leven weten te rekken bij TCR en reed voornamelijk door Zeeland.

### Inzet
| Vervoerder | Serie       | Opmerking(en)                                            | Afbeelding |
| ---------- | ----------- | -------------------------------------------------------- | ---------- |
| Arriva     | 6721-6722   | 6721 vandalismebus                                       |            |
| Arriva     | 6725        |                                                          |            |
| Connexxion | 6535        | ex-NZH/ZWN                                               |            |
| Connexxion | 6538        | ex-NZH/ZWN                                               |            |
| Connexxion | 6544-6545   | ex-NZH/ZWN                                               |            |
| Connexxion | 6575        | ex-ZWN                                                   |            |
| Connexxion | 6579-6581   | ex-ZWN                                                   |            |
| Connexxion | 6700-6701   | ex-NZH                                                   |            |
| Connexxion | 6704-6705   | ex-NZH                                                   |            |
| Connexxion | 6707-6708   | ex-NZH                                                   |            |
| Connexxion | 6713        | ex-NZH                                                   |            |
| FRAM       | 6720 - 6725 | 6721, 6722 en 6725 naar Arriva                           |            |
| GADO       | 6547-6548   |                                                          |            |
| GADO       | 6726-6727   |                                                          |            |
| NZH        | 6531 - 6546 |                                                          |            |
| NZH        | 6700 - 6719 | 6700, 6701, 6704, 6705, 6707, 6708, 6713 naar Connexxion |            |
| ZWN        | 6531 - 6546 |                                                          |            |
| ZWN        | 6575 - 6581 | ex Westnederland                                         |            |